# Nancy Greene
Nancy Greene   (Ottawa, 11 de maig de 1943) és una esquiadora alpina canadenca, ja retirada, considerada una de les millors esquiadores de la dècada del 1960. Actualment és senadora al seu país.

## Biografia
Va néixer l'11 de maig de 1943 a la ciutat d'Ottawa, capital del país. Als tres anys tota la família es va traslladar a la Colúmbia Britànica, lloc on va iniciar els seus passos en la pràctica de l'esquí.
El 2005 fou nomenada rectora de la Universitat Thompson Rivers de Kamloops.

## Carrera esportiva
Al llarg de la seva carrera ha aconseguit guanyar el títol d'esquí alpí del seu país en nou ocasions, i en tres ocasions ho feu dels Estats Units. El 1967 Greene es convertí en la primera esquiadora no europea en aconseguir guanyar la Copa del Món d'esquí alpí, trencant així el domini aclaparador de les esquiadores d'aquest continent. En aquell any guanyà set de les 16 proves disputades.
Després de la seva participació en els Jocs Olímpics d'Hivern de 1960 realitzats a Squaw Valley (Estats Units) i els Jocs Olímpics d'Hivern de 1964 realitzats a Innsbruck (Àustria), on el resultat més destacat fou una setena posició en la prova de descens a Innsbruck; en els Jocs Olímpics d'Hivern de 1968 realzats a Grenoble (França) aconseguí guanyar la medalla d'or en la prova d'eslàlom gegant i la medalla de plata en la prova d'eslàlom. Aquests resultats li feren aconseguir novament la victòria en la Copa del Món i la victòria del Campionat del Món en combinada disputada en aquells Jocs.
El 1968 es retirà de la competició, passant a ser entrenadora de l'equip canadenc d'esquí alpí fins al 1973.
Victòries a la Copa del Món d'esquí alpí
| Temporada | disciplina     |
| --------- | -------------- |
| 1967      | General        |
| 1967      | Eslàlom gegant |
| 1968      | General        |
| 1968      | Eslàlom gegant |

## Carrera política
El 2008 fou nomenada senadora del seu país per part del primer ministre Stephen Harper en representació del Partit Conservador del Canadà.